# Ель-Верано (Каліфорнія)
Ель-Верано (англ. El Verano) — переписна місцевість (CDP) в США, в окрузі Сонома штату Каліфорнія. Населення — 3867 осіб (2020).

## Географія
Ель-Верано розташований за координатами 38°17′51″ пн. ш. 122°29′30″ зх. д. / 38.29750° пн. ш. 122.49167° зх. д. (38.297457, -122.491559).  За даними Бюро перепису населення США в 2010 році переписна місцевість мала площу 2,96 км², уся площа — суходіл.

## Демографія
Згідно з переписом 2010 року, у переписній місцевості мешкали 4123 особи в 1466 домогосподарствах у складі 994 родин. Густота населення становила 1394 особи/км².  Було 1581 помешкання (534/км²).
Расовий склад населення:
| - 74,1 % — білих - 2,4 % — азіатів - 0,5 % — корінних американців - 0,5 % — чорних або афроамериканців - 0,3 % — вихідців з тихоокеанських островів - 17,4 % — осіб інших рас |

До двох чи більше рас належало 4,7 %. Частка іспаномовних становила 37,8 % від усіх жителів.
За віковим діапазоном населення розподілялося таким чином: 26,4 % — особи молодші 18 років, 64,0 % — особи у віці 18—64 років, 9,6 % — особи у віці 65 років та старші. Медіана віку мешканця становила 35,7 року. На 100 осіб жіночої статі у переписній місцевості припадало 98,3 чоловіків;  на 100 жінок у віці від 18 років та старших — 97,3 чоловіків також старших 18 років.
Середній дохід на одне домашнє господарство  становив 81 761 долар США (медіана — 57 823), а середній дохід на одну сім'ю — 76 628 доларів (медіана — 55 997). Медіана доходів становила 64 773 долари для чоловіків та 50 521 долар для жінок. За межею бідності перебувало 6,1 % осіб, у тому числі 0,0 % дітей у віці до 18 років та 0,0 % осіб у віці 65 років та старших.
Цивільне працевлаштоване населення становило 1915 осіб. Основні галузі зайнятості: освіта, охорона здоров'я та соціальна допомога — 24,6 %, науковці, спеціалісти, менеджери — 22,5 %, мистецтво, розваги та відпочинок — 12,1 %, виробництво — 10,5 %.